# Elysia pratensis
Elysia pratensis is een slakkensoort uit de familie van de Plakobranchidae. De wetenschappelijke naam van de soort is voor het eerst geldig gepubliceerd in 1996 door Ortea & Espinosa.